# Боснийский эялет
Боснийский эялет (позднее Боснийский пашалык) — ключевая османская провинция в северной части Балканского полуострова, включала в свой состав всю территорию Боснии и Герцеговины, часть Венгрии, Сербии и Хорватии.

## История
До 1580 года Босния была единым санджаком в составе одного пашалыка, который впервые за историю Османской империи был разделён на несколько санджаков после 1580 года.
В период своего расцвета, в середине XVII века, пашалык включал в себя всю Боснию и Герцеговину, Славонию, Лику, Далматию (Хорватия). Пашалык был подразделён на 8 санджаков и 29 военных застав.
После поражения Османской империи в войне 1683—1699 годов со Священной лигой пашалык Босния значительно уменьшился (по Карловицкому договору). Теперь в его составе было только 4 санджака, которые были значительно уменьшены по территории.
В 1833 году территория Герцеговины была отделена от пашалыка Босния и превращена в отдельный пашалык Герцеговина.
В 1856 году пашалыки Босния и Герцеговина были слиты в новый регион, затем известный как Босния и Герцеговина.
В 1878 году, после оккупации Боснии и Герцеговины Австро-Венгрией, пашалык был упразднён.